# Paradamoetas carus
Paradamoetas carus là một loài nhện trong họ Salticidae.
Loài này thuộc chi Paradamoetas. Paradamoetas carus được Elizabeth Maria Gifford Peckham & George William Peckham miêu tả năm 1892.